# Lithosia yuennanensis
Lithosia yuennanensis är en fjärilsart som beskrevs av Daniel 1953. Lithosia yuennanensis ingår i släktet Lithosia och familjen björnspinnare. Inga underarter finns listade i Catalogue of Life.